# Fernand Mithouard
Fernand Mithouard, né le 22 mai 1909 à Chevreuse et mort le 10 décembre 1993 dans la même ville, est un coureur cycliste français. Professionnel de 1933 à 1947, il a notamment remporté Bordeaux-Paris en 1933.

## Palmarès
- 1931
  - 3e de Paris-Reims
- 1932
  - Paris-Argentan
  - Paris-Chateau Thierry
  - Paris-Évreux
- 1933
  - Bordeaux-Paris
  - 4e du Grand Prix des Nations
- 1934
  - 1re étape du Critérium de l'Écho d'Alger
- 1935
  - 5e du Grand Prix des Nations
- 1936
  - 2e de Paris-Tours
  - 2e du Critérium national
  - 6e du Grand Prix des Nations
- 1937
  - 2e étape de Paris-Nice
  - 9e du Grand Prix des Nations
- 1939
  - Paris-Saint-Étienne
    - Classement général
    - 1re étape

  - 3e du Tour de Luxembourg
- 1941
  - 2e du Grand Prix des Nations (zone libre)
  - 5e de Paris-Tours
  - 6e du Grand Prix des Nations (zone occupée)
- 1942
  - 6e du Grand Prix des Nations (zone occupée)
- 1943
  - La Flèche française

## Résultats sur les grands tours

### Tour de France
- 1936 : abandon (7e étape)
- 1939 : abandon (5e étape)